# Constantin Digeon von Monteton
Otto Werner Friedrich Constantin Baron Digeon von Monteton, auch Konstantin Digeon von Monteton (* 28. Februar 1886 in Bernburg (Saale); † 27. Juni 1944 bei Lepel) war ein deutscher Oberst.

## Leben

### Herkunft
Digeon war ein Sohn des preußischen Generalmajors Anton Digeon von Monteton (1860–1937) und dessen Ehefrau Elisabeth, geborene von Alvensleben (* 1861) aus dem Hause Eichenbarleben. Sein jüngerer Bruder Albrecht, welcher später in Riga wegen Kriegsverbrechen hingerichtet wurde, wurde Generalleutnant.

### Militärkarriere
Nach dem Besuch des Kadettenkorps wurde Digeon am 14. März 1905 als Leutnant ohne Patent dem Königin Elisabeth Garde-Grenadier-Regiment Nr. 3 der Preußischen Armee überwiesen. Das Patent zu seinem Dienstgrad erhielt er am 14. Juni 1905. Mitte November 1911 wurde Digeon zum zweiten militärischen Begleiter der beiden ältesten Söhne des Prinzen Friedrich Leopold von Preußen kommandiert und für diese Tätigkeit mit dem Kronen-Orden IV. Klasse ausgezeichnet. Unter Entbindung von diesem Kommando erfolgte am 1. Oktober 1913 seine Versetzung zur Maschinengewehr-Abteilung Nr. 6 nach Metz und Mitte Juni 1914 die Beförderung zum Oberleutnant.
Nach dem Beginn des Ersten Weltkriegs war Digeon zunächst Führer einer MG-Kompanie, avancierte Ende Juli 1915 zum Hauptmann und diente zuletzt als Generalstabsoffizier beim Chef des Generalstabes des Feldheeres. Während des Krieges wurde er mit dem Eisernen Kreuz beider Klassen ausgezeichnet. 1920 schied Digeon unter Verleihung des Charakters eines Majors aus dem Militärdienst aus.
Zum 1. Oktober 1933 trat Digeon als Major mit Rangdienstalter vom 1. September 1933 und L-Offizier in die Reichswehr ein, in der er die Stellung eines Ausbildungsleiters in Bartenstein (Wehrkreis I, Landwehrkommandant Allenstein) erhielt, die er bis zum 26. August 1939 kurz vor Beginn des Zweiten Weltkriegs behielt. Im März 1935 wurde er in das Ergänzungsoffizierskorps übernommen und zum 1. Oktober 1938 zum Oberstleutnant befördert.
Am 26. August 1939 wurde Digeon zum Kommandeur des neuen Infanterie-Regiments 311 bei der 217. Infanterie-Division ernannt, mit dem er am Überfall auf Polen am 1. September 1939 teilnahm. In der Folgezeit gehörte er mit seiner Einheit zur Besatzungstruppe in Polen. Im Sommer 1940 wurde er mit seinem Regiment nach Westen verlegt und einige Monate später nach Ostpreußen beordert. Im Sommer 1941 nahm Digeon mit seinem Regiment am Krieg gegen die Sowjetunion teil, wobei sein Regiment beim Angriff auf Nordrussland zum Einsatz kam. In den folgenden zwei Jahren war er fast ununterbrochen als Regimentskommandeur in der Sowjetunion eingesetzt. Am 1. Oktober 1941 wurde er dabei zum Oberst befördert, während sein Regiment im Oktober 1942 in Grenadier-Regiment 311 umbenannt wurde.
1943 wurde Digeon zum Kommandeur der Waffenschule der 3. Panzerarmee ernannt. In dieser Stellung wurde er im Juni 1944 zum Kampfkommandant von Lepel ernannt. Am 27. Juni 1944 wurde er im Zuge der sowjetischen Sommeroffensive Operation Bagration getötet: Der am 26. Juni begonnene Versuch, mit seinem Verband eine Haltelinie zur Abwehr der vorrückenden Roten Armee an dem Fluss Ulla aufzustellen, scheiterte, so dass die Linie immer weiter Westen rückverlegt werden musste, endete damit, dass er bei Stai (westlich von Lepel) oder bei Gorodez (südwestlich von Lepel) ums Leben kam.
Nachträglich wurde Digeon zum 1. Juli 1944 zum Generalmajor befördert und postum am 14. August mit dem Ritterkreuz des Eisernen Kreuzes sowie am 25. August 1944 mit der Ehrenblattspange des Heeres ausgezeichnet.